# 三后列表
本列表收錄日本自《大宝律令》頒佈以來有明確立后紀錄的中宮、皇后、皇太后、上皇后與太皇太后。
在律令制下，皇后、皇太后與太皇太后合稱「三后」（日语：／ Sangō），本來分別代表天皇的正妻、母親與祖母，惟後來三后不一定與天皇存在實際上的血緣或婚姻關係，如「尊稱皇后」即以天皇准母的身分被冊為皇后的內親王，而非天皇正妻，而皇后、皇太后與太皇太后自明治天皇即位以來分別指現任、前任與前前任天皇的正妻。「中宮」本為皇后的別稱，首用於冊立藤原穩子。一條天皇即位後，藤原道隆為確保其女藤原定子的后位，在990年10月26日（永祚二年十月初五日）將「中宮」位號自「皇后」位號分離，並將佔據中宮之位的圓融天皇正妻藤原遵子改號「皇后」，使藤原定子得以以「中宮」的名義被立為一條天皇的正妻。後來，藤原道隆的弟弟藤原道長為削弱佔據中宮之位的藤原定子的影響力，並提高自己的女兒藤原彰子在宮中的地位，在1000年4月2日（長保二年二月二十五日）如法炮製，將佔據中宮之位的藤原定子改號「皇后」，使藤原彰子得以以「中宮」的名義被立為一條天皇的另一正妻，自此「皇后」與「中宮」兩個天皇正妻的位號同時存在，直至1869年8月15日（明治二年七月初八日）頒佈的《職員令》變相撤銷中宮職為止。中宮職本為三后共同的附屬機關，後來演化成三后擁有各自的附屬機關，即中宮職、皇后宮職、皇太后宮職與太皇太后宮職。「上皇后」則是《天皇退位等相關皇室典範特例法》因應天皇明仁於2019年（平成三十一年）4月30日讓位而為其皇后美智子創設的位號。
至今為止，平安时代末期的藤原多子是日本最後一位太皇太后，而明治天皇的皇后一條美子在中宮職被變相撤銷前則是日本最後一位中宮。除此以外，藤原多子因於1160年（永曆元年）在已為太皇太后的情況下被二條天皇要求再入內，而成為日本历史上唯一的「二代之后」（／ Nidai no Kisaki）。藤原宮子是日本歷史上唯一初封即為太皇太后者，而令子內親王則是日本歷史上唯一由皇后直接尊封太皇太后而未曾為皇太后者。井上內親王於772年4月9日（寶龜三年三月初二日）因行巫蠱之術而被廢，是日本歷史上唯一被廢的皇后，而藤原高子則於896年11月5日（寬平八年九月二十二日）因與東光寺僧侶善祐通奸而被廢，是日本歷史上唯一被廢的皇太后。被北朝上院號「禮成門院」的藤原禧子在其夫後醍醐天皇復歸後於1333年7月17日（元弘三年六月初五日）復位中宮，是日本歷史上唯一生前再任三后之位者。

## 列表
下列非皇族人名中的姓氏以本姓（改元明治前立后）或家名、婚前苗字（改元明治後立后）為準。下列日期如遇南北朝時代，其年號以廢立方使用者為準。
| 西曆年月日（和曆年月日）                  | 中宮       | 皇后       | 皇太后                | 太皇太后   | 變化                                                  | 參考資料        |
| ----------------------------------------- | ---------- | ---------- | --------------------- | ---------- | ----------------------------------------------------- | --------------- |
| 729年9月7日（天平元年八月初十日）         | 位號未設置 | 藤原安宿媛 | 位號懸空              | 位號懸空   | 立皇后                                                | [ 17 ]          |
| 749年8月19日（天平勝寶元年七月初二日）    | 位號未設置 | 位號懸空   | 藤原安宿媛            | 藤原宮子   | 天皇祖母尊封太皇太后 皇后尊封皇太后                   | [ 18 ] [ 19 ]   |
| 754年8月11日（天平勝寶六年七月十九日）    | 位號未設置 | 位號懸空   | 藤原安宿媛            | 位號懸空   | 太皇太后崩御                                          | [ 20 ]          |
| 760年7月27日（天平寶字四年六月初七日）    | 位號未設置 | 位號懸空   | 位號懸空              | 位號懸空   | 皇太后崩御                                            | [ 21 ]          |
| 770年11月27日（寶龜元年十一月初六日）     | 位號未設置 | 井上內親王 | 位號懸空              | 位號懸空   | 立皇后                                                | [ 22 ]          |
| 772年4月9日（寶龜三年三月初二日）         | 位號未設置 | 位號懸空   | 位號懸空              | 位號懸空   | 廢皇后                                                | [ 12 ]          |
| 783年5月23日（延曆二年四月十八日）        | 位號未設置 | 藤原乙牟漏 | 位號懸空              | 位號懸空   | 立皇后                                                | [ 23 ]          |
| 790年4月28日（延曆九年閏三月初十日）      | 位號未設置 | 位號懸空   | 位號懸空              | 位號懸空   | 皇后崩御                                              | [ 24 ]          |
| 815年8月21日（弘仁六年七月十三日）        | 位號未設置 | 橘嘉智子   | 位號懸空              | 位號懸空   | 立皇后                                                | [ 25 ]          |
| 823年6月5日（弘仁十四年四月二十三日）     | 位號未設置 | 位號懸空   | 橘嘉智子              | 位號懸空   | 皇后尊封皇太后                                        | [ 26 ]          |
| 827年3月26日（天長四年二月二十六日）      | 位號未設置 | 正子內親王 | 橘嘉智子              | 位號懸空   | 立皇后                                                | [ 27 ]          |
| 833年3月26日（天長十年三月初二日）        | 位號未設置 | 位號懸空   | 正子內親王            | 橘嘉智子   | 皇太后進封太皇太后 皇后尊封皇太后                     | [ 28 ]          |
| 850年6月17日（嘉祥三年五月初四日）        | 位號未設置 | 位號懸空   | 正子內親王            | 位號懸空   | 太皇太后崩御                                          | [ 29 ]          |
| 854年5月30日（仁壽四年四月二十六日）      | 位號未設置 | 位號懸空   | 藤原顺子              | 正子內親王 | 皇太后進封太皇太后 皇太夫人進封皇太后                 | [ 30 ]          |
| 864年2月21日（貞觀六年正月初七日）        | 位號未設置 | 位號懸空   | 藤原明子              | 藤原顺子   | 皇太后進封太皇太后 皇太夫人進封皇太后                 | [ 31 ]          |
| 871年11月14日（貞觀十三年九月二十八日）   | 位號未設置 | 位號懸空   | 藤原明子              | 位號懸空   | 太皇太后崩御                                          | [ 32 ]          |
| 882年2月2日（元慶六年正月初七日）         | 位號未設置 | 位號懸空   | 藤原高子              | 藤原明子   | 皇太后進封太皇太后 皇太夫人進封皇太后                 | [ 33 ]          |
| 896年11月5日（寬平八年九月二十二日）      | 位號未設置 | 位號懸空   | 位號懸空              | 藤原明子   | 廢皇太后                                              | [ 13 ]          |
| 897年8月31日（寬平九年七月二十六日）      | 位號未設置 | 位號懸空   | 班子女王              | 藤原明子   | 皇太夫人進封皇太后                                    | [ 34 ]          |
| 900年5月2日（昌泰三年四月初一日）         | 位號未設置 | 位號懸空   | 位號懸空              | 藤原明子   | 皇太后崩御                                            | [ 34 ]          |
| 900年6月22日（昌泰三年五月二十三日）      | 位號未設置 | 位號懸空   | 位號懸空              | 位號懸空   | 太皇太后崩御                                          | [ 35 ]          |
| 923年5月14日（延喜二十三年四月二十六日）  | 藤原穩子   | 位號懸空   | 位號懸空              | 位號懸空   | 立中宮                                                | [ 36 ]          |
| 932年1月8日（承平元年十一月二十八日）     | 位號懸空   | 位號懸空   | 藤原穩子              | 位號懸空   | 中宮尊封皇太后                                        | [ 36 ]          |
| 946年6月3日（天慶九年四月二十六日）       | 位號懸空   | 位號懸空   | 位號懸空              | 藤原穩子   | 皇太后進封太皇太后                                    | [ 36 ]          |
| 954年2月9日（天曆八年正月初四日）         | 位號懸空   | 位號懸空   | 位號懸空              | 位號懸空   | 太皇太后崩御                                          | [ 36 ]          |
| 958年12月10日（天德二年十月二十七日）     | 藤原安子   | 位號懸空   | 位號懸空              | 位號懸空   | 立中宮                                                | [ 37 ]          |
| 964年6月11日（應和四年四月二十九日）      | 位號懸空   | 位號懸空   | 位號懸空              | 位號懸空   | 中宮崩御                                              | [ 37 ]          |
| 967年10月9日（康保四年九月初四日）        | 昌子內親王 | 位號懸空   | 位號懸空              | 位號懸空   | 立中宮                                                | [ 10 ]          |
| 973年8月1日（天祿四年七月初一日）         | 藤原媓子   | 位號懸空   | 昌子內親王            | 位號懸空   | 中宮尊封皇太后 立中宮                                 | [ 10 ] [ 38 ]   |
| 979年6月29日（天元二年六月初三日）        | 位號懸空   | 位號懸空   | 昌子內親王            | 位號懸空   | 中宮崩御                                              | [ 38 ]          |
| 982年4月7日（天元五年三月十一日）         | 藤原遵子   | 位號懸空   | 昌子內親王            | 位號懸空   | 立中宮                                                | [ 39 ]          |
| 986年8月17日（寬和二年七月初五日）        | 藤原遵子   | 位號懸空   | 藤原诠子              | 昌子內親王 | 皇太后進封太皇太后 天皇生母尊封皇太后                 | [ 40 ]          |
| 990年10月26日（永祚二年十月初五日）       | 藤原定子   | 藤原遵子   | 藤原诠子              | 昌子內親王 | 中宮改封皇后 立中宮                                   | [ 41 ]          |
| 991年10月30日（正曆二年九月十六日）       | 藤原定子   | 藤原遵子   | 位號懸空              | 昌子內親王 | 皇太后院號宣下 （東三條院）                           | [ 40 ]          |
| 1000年1月10日（長保元年十二月初一日）     | 藤原定子   | 藤原遵子   | 位號懸空              | 位號懸空   | 太皇太后崩御                                          | [ 10 ]          |
| 1000年4月2日（長保二年二月二十五日）      | 藤原彰子   | 藤原定子   | 藤原遵子              | 位號懸空   | 皇后尊封皇太后 中宮改封皇后 立中宮                    | [ 42 ]          |
| 1001年1月13日（長保二年十二月十六日）     | 藤原彰子   | 位號懸空   | 藤原遵子              | 位號懸空   | 皇后崩御                                              | [ 43 ]          |
| 1012年3月9日（寬弘九年二月十四日）        | 藤原妍子   | 位號懸空   | 藤原彰子              | 藤原遵子   | 皇太后進封太皇太后 中宮尊封皇太后 立中宮              | [ 44 ]          |
| 1012年5月20日（寬弘九年四月二十七日）     | 藤原妍子   | 藤原娍子   | 藤原彰子              | 藤原遵子   | 立皇后                                                | [ 45 ]          |
| 1017年6月27日（寬仁元年六月初一日）       | 藤原妍子   | 藤原娍子   | 藤原彰子              | 位號懸空   | 太皇太后崩御                                          | [ 39 ]          |
| 1018年2月1日（寬仁二年正月初七日）        | 藤原妍子   | 藤原娍子   | 位號懸空              | 藤原彰子   | 皇太后進封太皇太后                                    | [ 46 ]          |
| 1018年11月26日（寬仁二年十月十六日）      | 藤原威子   | 藤原娍子   | 藤原妍子              | 藤原彰子   | 中宮尊封皇太后 立中宮                                 | [ 47 ]          |
| 1025年4月25日（萬壽二年三月二十五日）     | 藤原威子   | 位號懸空   | 藤原妍子              | 藤原彰子   | 皇后崩御                                              | [ 45 ]          |
| 1026年2月15日（萬壽三年正月十九日）       | 藤原威子   | 位號懸空   | 藤原妍子              | 位號懸空   | 太皇太后院號宣下 （上東門院）                         | [ 46 ]          |
| 1027年10月16日（萬壽四年九月十四日）      | 藤原威子   | 位號懸空   | 位號懸空              | 位號懸空   | 皇太后崩御                                            | [ 47 ]          |
| 1036年9月28日（長元九年九月初六日）       | 位號懸空   | 位號懸空   | 位號懸空              | 位號懸空   | 中宮崩御                                              | [ 47 ]          |
| 1037年3月2日（長元十年二月十三日）        | 禎子內親王 | 位號懸空   | 位號懸空              | 位號懸空   | 立中宮                                                | [ 48 ]          |
| 1037年3月20日（長元十年三月初一日）       | 藤原嫄子   | 禎子內親王 | 位號懸空              | 位號懸空   | 中宮改封皇后 立中宮                                   | [ 48 ]          |
| 1039年9月19日（長曆三年八月二十八日）     | 位號懸空   | 禎子內親王 | 位號懸空              | 位號懸空   | 中宮崩御                                              | [ 49 ]          |
| 1046年8月14日（永承元年七月初十日）       | 章子內親王 | 禎子內親王 | 位號懸空              | 位號懸空   | 立中宮                                                | [ 50 ]          |
| 1051年3月27日（永承六年二月十三日）       | 章子內親王 | 藤原寬子   | 禎子內親王            | 位號懸空   | 皇后尊封皇太后 立皇后                                 | [ 50 ]          |
| 1068年5月20日（治曆四年四月十七日）       | 藤原寬子   | 藤原歡子   | 章子內親王            | 禎子內親王 | 皇太后進封太皇太后 中宮尊封皇太后 皇后改封中宮 立皇后 | [ 50 ]          |
| 1069年3月18日（治曆五年二月十七日）       | 藤原寬子   | 藤原歡子   | 章子內親王            | 位號懸空   | 太皇太后院號宣下 （陽明門院）                         | [ 50 ]          |
| 1069年7月23日（延久元年七月初三日）       | 馨子內親王 | 藤原歡子   | 藤原寬子              | 章子內親王 | 皇太后進封太皇太后 中宮尊封皇太后 立中宮              | [ 50 ]          |
| 1074年7月12日（延久六年六月十六日）       | 馨子內親王 | 藤原歡子   | 藤原寬子              | 位號懸空   | 太皇太后院號宣下 （二條院）                           | [ 51 ]          |
| 1074年7月16日（延久六年六月二十日）       | 藤原賢子   | 馨子內親王 | 藤原歡子              | 藤原寬子   | 皇太后進封太皇太后 皇后尊封皇太后 中宮改封皇后 立中宮 | [ 51 ]          |
| 1084年10月24日（應德元年九月二十二日）    | 位號懸空   | 馨子內親王 | 藤原歡子              | 藤原寬子   | 中宮崩御                                              | [ 51 ]          |
| 1091年2月13日（寬治五年正月二十二日）     | 媞子內親王 | 馨子內親王 | 藤原歡子              | 藤原寬子   | 立中宮                                                | [ 51 ]          |
| 1093年2月17日（寬治七年正月十九日）       | 位號懸空   | 馨子內親王 | 藤原歡子              | 藤原寬子   | 中宮院號宣下 （郁芳門院）                             | [ 51 ]          |
| 1093年3月21日（寬治七年二月二十二日）     | 篤子內親王 | 馨子內親王 | 藤原歡子              | 藤原寬子   | 立中宮                                                | [ 51 ]          |
| 1093年9月26日（寬治七年九月初四日）       | 篤子內親王 | 位號懸空   | 藤原歡子              | 藤原寬子   | 皇后崩御                                              | [ 51 ]          |
| 1102年9月30日（康和四年八月十七日）       | 篤子內親王 | 位號懸空   | 位號懸空              | 藤原寬子   | 皇太后崩御                                            | [ 52 ]          |
| 1108年1月15日（嘉承二年十二月初一日）     | 篤子內親王 | 令子內親王 | 位號懸空              | 藤原寬子   | 立皇后                                                | [ 53 ]          |
| 1114年10月30日（永久二年十月初一日）      | 位號懸空   | 令子內親王 | 位號懸空              | 藤原寬子   | 中宮崩御                                              | [ 54 ]          |
| 1118年2月18日（永久六年正月二十六日）     | 藤原璋子   | 令子內親王 | 位號懸空              | 藤原寬子   | 立中宮                                                | [ 55 ]          |
| 1124年12月31日（天治元年十一月二十四日）  | 位號懸空   | 令子內親王 | 位號懸空              | 藤原寬子   | 中宮院號宣下 （待賢門院）                             | [ 56 ]          |
| 1127年9月30日（大治二年八月十四日）       | 位號懸空   | 令子內親王 | 位號懸空              | 位號懸空   | 太皇太后崩御                                          | [ 57 ]          |
| 1130年4月1日（大治五年二月二十一日）      | 藤原圣子   | 令子內親王 | 位號懸空              | 位號懸空   | 立中宮                                                | [ 58 ]          |
| 1134年4月15日（長承三年三月十九日）       | 藤原圣子   | 藤原泰子   | 位號懸空              | 令子內親王 | 皇后尊封太皇太后 立皇后                               | [ 59 ]          |
| 1139年8月24日（保延五年七月二十八日）     | 藤原圣子   | 位號懸空   | 位號懸空              | 令子內親王 | 皇后院號宣下 （高陽院）                               | [ 60 ]          |
| 1142年1月25日（永治元年十二月二十七日）   | 位號懸空   | 藤原得子   | 藤原圣子              | 令子內親王 | 中宮尊封皇太后 立皇后                                 | [ 61 ]          |
| 1144年5月25日（天養元年四月二十一日）     | 位號懸空   | 藤原得子   | 藤原圣子              | 位號懸空   | 太皇太后崩御                                          | [ 62 ]          |
| 1149年9月6日（久安五年八月初三日）        | 位號懸空   | 位號懸空   | 藤原圣子              | 位號懸空   | 皇后院號宣下 （美福門院）                             | [ 63 ]          |
| 1150年3月27日（久安六年二月二十七日）     | 位號懸空   | 位號懸空   | 位號懸空              | 位號懸空   | 皇太后院號宣下 （皇嘉門院）                           | [ 64 ]          |
| 1150年4月13日（久安六年三月十四日）       | 位號懸空   | 藤原多子   | 位號懸空              | 位號懸空   | 立皇后                                                | [ 64 ]          |
| 1150年7月18日（久安六年六月二十二日）     | 藤原呈子   | 藤原多子   | 位號懸空              | 位號懸空   | 立中宮                                                | [ 65 ]          |
| 1156年12月11日（保元元年十月二十七日）    | 藤原忻子   | 藤原呈子   | 藤原多子              | 位號懸空   | 皇后尊封皇太后 中宮改封皇后 立中宮                    | [ 68 ]          |
| 1158年3月5日（保元三年二月初三日）        | 藤原忻子   | 統子內親王 | 藤原呈子              | 藤原多子   | 皇太后進封太皇太后 皇后尊封皇太后 立皇后              | [ 70 ]          |
| 1159年3月4日（保元四年二月十三日）        | 藤原忻子   | 位號懸空   | 藤原呈子              | 藤原多子   | 皇后院號宣下 （上西門院）                             | [ 71 ]          |
| 1159年3月12日（保元四年二月二十一日）     | 姝子內親王 | 藤原忻子   | 藤原呈子              | 藤原多子   | 中宮改封皇后 立中宮                                   | [ 71 ]          |
| 1162年2月20日（應保二年二月初五日）       | 位號懸空   | 藤原忻子   | 藤原呈子              | 藤原多子   | 中宮院號宣下 （高松院）                               | [ 72 ]          |
| 1162年3月6日（應保二年二月十九日）        | 藤原育子   | 藤原忻子   | 藤原呈子              | 藤原多子   | 立中宮                                                | [ 72 ]          |
| 1168年4月30日（仁安三年三月十四日）       | 藤原育子   | 藤原忻子   | 位號懸空              | 藤原多子   | 皇太后院號宣下 （九條院）                             | [ 73 ]          |
| 1168年5月6日（仁安三年三月二十日）        | 藤原育子   | 藤原忻子   | 平滋子                | 藤原多子   | 天皇生母尊封皇太后                                    | [ 73 ]          |
| 1169年5月17日（仁安四年四月十二日）       | 藤原育子   | 藤原忻子   | 位號懸空              | 藤原多子   | 皇太后院號宣下 （建春門院）                           | [ 74 ]          |
| 1172年3月6日（承安二年二月初十日）        | 平德子     | 藤原育子   | 藤原忻子              | 藤原多子   | 皇后尊封皇太后 中宮改封皇后 立中宮                    | [ 75 ]          |
| 1173年9月23日（承安三年八月十五日）       | 平德子     | 位號懸空   | 藤原忻子              | 藤原多子   | 皇后崩御                                              | [ 76 ] [ 77 ]   |
| 1182年1月1日（養和元年十一月二十五日）    | 位號懸空   | 位號懸空   | 藤原忻子              | 藤原多子   | 中宮院號宣下 （建禮門院）                             | [ 78 ]          |
| 1182年9月13日（壽永元年八月十四日）       | 位號懸空   | 亮子內親王 | 藤原忻子              | 藤原多子   | 立皇后                                                | [ 79 ]          |
| 1187年8月4日（文治三年六月二十八日）      | 位號懸空   | 位號懸空   | 藤原忻子              | 藤原多子   | 皇后院號宣下 （殷富門院）                             | [ 80 ]          |
| 1190年5月31日（建久元年四月二十六日）     | 藤原任子   | 位號懸空   | 藤原忻子              | 藤原多子   | 立中宮                                                | [ 81 ]          |
| 1198年4月10日（建久九年三月初三日）       | 藤原任子   | 範子內親王 | 藤原忻子              | 藤原多子   | 立皇后                                                | [ 82 ]          |
| 1200年8月9日（正治二年六月二十八日）      | 位號懸空   | 範子內親王 | 藤原忻子              | 藤原多子   | 中宮院號宣下 （宜秋門院）                             | [ 83 ]          |
| 1202年1月19日（建仁元年十二月二十四日）   | 位號懸空   | 範子內親王 | 藤原忻子              | 位號懸空   | 太皇太后崩御                                          | [ 84 ]          |
| 1205年7月28日（元久二年七月十一日）       | 藤原麗子   | 範子內親王 | 藤原忻子              | 位號懸空   | 立中宮                                                | [ 85 ]          |
| 1206年10月5日（建永元年九月初二日）       | 藤原麗子   | 位號懸空   | 藤原忻子              | 位號懸空   | 皇后院號宣下 （坊門院）                               | [ 86 ]          |
| 1208年9月19日（承元二年八月初八日）       | 藤原麗子   | 昇子內親王 | 藤原忻子              | 位號懸空   | 立皇后                                                | [ 87 ]          |
| 1209年5月30日（承元三年四月二十五日）     | 藤原麗子   | 位號懸空   | 藤原忻子              | 位號懸空   | 皇后院號宣下 （春華門院）                             | [ 88 ]          |
| 1209年9月12日（承元三年八月十二日）       | 藤原麗子   | 位號懸空   | 位號懸空              | 位號懸空   | 皇太后崩御                                            | [ 89 ]          |
| 1210年4月14日（承元四年三月十九日）       | 位號懸空   | 位號懸空   | 位號懸空              | 位號懸空   | 中宮院號宣下 （陰明門院）                             | [ 90 ]          |
| 1211年2月7日（承元五年正月二十二日）      | 藤原立子   | 位號懸空   | 位號懸空              | 位號懸空   | 立中宮                                                | [ 91 ]          |
| 1222年1月14日（承久三年十二月初一日）     | 藤原立子   | 邦子內親王 | 位號懸空              | 位號懸空   | 立皇后                                                | [ 92 ]          |
| 1222年5月7日（承久四年三月二十五日）      | 位號懸空   | 邦子內親王 | 位號懸空              | 位號懸空   | 中宮院號宣下 （東一條院）                             | [ 93 ]          |
| 1223年3月28日（貞應二年二月二十五日）     | 藤原有子   | 邦子內親王 | 位號懸空              | 位號懸空   | 立中宮                                                | [ 94 ]          |
| 1224年9月18日（貞應三年八月初四日）       | 藤原有子   | 位號懸空   | 位號懸空              | 位號懸空   | 皇后院號宣下 （安嘉門院）                             | [ 95 ]          |
| 1226年8月23日（嘉祿二年七月二十九日）     | 藤原長子   | 藤原有子   | 位號懸空              | 位號懸空   | 中宮改封皇后 立中宮                                   | [ 96 ]          |
| 1227年3月9日（嘉祿三年二月二十日）        | 藤原長子   | 位號懸空   | 位號懸空              | 位號懸空   | 皇后院號宣下 （安喜門院）                             | [ 97 ]          |
| 1229年5月12日（寬喜元年四月十八日）       | 位號懸空   | 位號懸空   | 位號懸空              | 位號懸空   | 中宮院號宣下 （鷹司院）                               | [ 98 ]          |
| 1230年3月31日（寬喜二年二月十六日）       | 藤原竴子   | 位號懸空   | 位號懸空              | 位號懸空   | 立中宮                                                | [ 99 ]          |
| 1233年5月13日（貞永二年四月初三日）       | 位號懸空   | 位號懸空   | 位號懸空              | 位號懸空   | 中宮院號宣下 （藻璧門院）                             | [ 100 ]         |
| 1233年7月28日（天福元年六月二十日）       | 位號懸空   | 利子内亲王 | 位號懸空              | 位號懸空   | 立皇后                                                | [ 101 ]         |
| 1239年12月8日（延應元年十一月十二日）     | 位號懸空   | 位號懸空   | 位號懸空              | 位號懸空   | 皇后院號宣下 （式乾門院）                             | [ 102 ]         |
| 1242年9月5日（仁治三年八月初九日）        | 藤原姞子   | 位號懸空   | 位號懸空              | 位號懸空   | 立中宮                                                | [ 103 ]         |
| 1248年7月10日（寶治二年六月十八日）       | 位號懸空   | 位號懸空   | 位號懸空              | 位號懸空   | 中宮院號宣下 （大宮院）                               | [ 104 ]         |
| 1248年8月27日（寶治二年八月初八日）       | 位號懸空   | 曦子内亲王 | 位號懸空              | 位號懸空   | 立皇后                                                | [ 105 ]         |
| 1251年4月19日（建長三年三月二十七日）     | 位號懸空   | 位號懸空   | 位號懸空              | 位號懸空   | 皇后院號宣下 （仙華門院）                             | [ 106 ]         |
| 1257年2月14日（康元二年正月二十九日）     | 藤原公子   | 位號懸空   | 位號懸空              | 位號懸空   | 立中宮                                                | [ 107 ]         |
| 1260年2月1日（正元元年十二月十九日）      | 位號懸空   | 位號懸空   | 位號懸空              | 位號懸空   | 中宮院號宣下 （東二條院）                             | [ 108 ]         |
| 1261年3月10日（文應二年二月初八日）       | 藤原佶子   | 位號懸空   | 位號懸空              | 位號懸空   | 立中宮                                                | [ 109 ]         |
| 1261年9月16日（弘長元年八月二十日）       | 藤原嬉子   | 藤原佶子   | 位號懸空              | 位號懸空   | 中宮改封皇后 立中宮                                   | [ 110 ]         |
| 1269年1月9日（文永五年十二月初六日）      | 位號懸空   | 藤原佶子   | 位號懸空              | 位號懸空   | 中宮院號宣下 （今出川院）                             | [ 111 ]         |
| 1272年9月2日（文永九年八月初九日）        | 位號懸空   | 位號懸空   | 位號懸空              | 位號懸空   | 皇后崩御                                              | [ 112 ]         |
| 1285年9月19日（弘安八年八月十九日）       | 位號懸空   | 姈子內親王 | 位號懸空              | 位號懸空   | 立皇后                                                | [ 113 ]         |
| 1288年9月17日（正應元年八月二十日）       | 藤原鏱子   | 姈子內親王 | 位號懸空              | 位號懸空   | 立中宮                                                | [ 114 ]         |
| 1291年9月6日（正應四年八月十二日）        | 藤原鏱子   | 位號懸空   | 位號懸空              | 位號懸空   | 皇后院號宣下 （遊義門院）                             | [ 115 ]         |
| 1298年9月27日（永仁六年八月二十一日）     | 位號懸空   | 位號懸空   | 位號懸空              | 位號懸空   | 中宮院號宣下 （永福門院）                             | [ 116 ]         |
| 1303年11月4日（嘉元元年九月二十四日）     | 藤原忻子   | 位號懸空   | 位號懸空              | 位號懸空   | 立中宮                                                | [ 117 ]         |
| 1311年1月9日（延慶三年十二月十九日）      | 位號懸空   | 位號懸空   | 位號懸空              | 位號懸空   | 中宮院號宣下 （長樂門院）                             | [ 118 ]         |
| 1319年4月18日（文保三年三月二十七日）     | 位號懸空   | 獎子內親王 | 位號懸空              | 位號懸空   | 立皇后                                                | [ 119 ]         |
| 1319年9月21日（元應元年八月初七日）       | 藤原禧子   | 獎子內親王 | 位號懸空              | 位號懸空   | 立中宮                                                | [ 120 ]         |
| 1319年12月27日（元應元年十一月十五日）    | 藤原禧子   | 位號懸空   | 位號懸空              | 位號懸空   | 皇后院號宣下 （達智門院）                             | [ 121 ]         |
| 1332年6月13日（正慶元年五月二十日）       | 位號懸空   | 位號懸空   | 位號懸空              | 位號懸空   | 中宮院號宣下 （禮成門院；北朝）                       | [ 15 ]          |
| 1333年7月17日（元弘三年六月初五日）       | 藤原禧子   | 位號懸空   | 位號懸空              | 位號懸空   | 中宮復位                                              | [ 16 ]          |
| 1333年8月21日（元弘三年七月十一日）       | 位號懸空   | 位號懸空   | 藤原禧子              | 位號懸空   | 中宮尊封皇太后                                        | [ 122 ]         |
| 1333年11月19日（元弘三年十月十二日）      | 位號懸空   | 位號懸空   | 位號懸空              | 位號懸空   | 皇太后崩御                                            | [ 123 ]         |
| 1334年1月13日（元弘三年十二月初七日）     | 珣子內親王 | 位號懸空   | 位號懸空              | 位號懸空   | 立中宮                                                | [ 124 ]         |
| 1337年2月17日（建武四年正月十六日）       | 位號懸空   | 位號懸空   | 位號懸空              | 位號懸空   | 中宮院號宣下 （新室町院；北朝）                       | [ 125 ]         |
| 1339年9月18日（延元四年八月十五日）       | 位號懸空   | 位號懸空   | 藤原廉子              | 位號懸空   | 天皇生母尊封皇太后 （南朝）                           | [ 126 ] [ 127 ] |
| 1352年1月15日（正平六年十二月二十八日）   | 位號懸空   | 位號懸空   | 位號懸空              | 位號懸空   | 皇太后院號宣下 （新待賢門院；南朝）                   | [ 126 ] [ 129 ] |
| 1625年1月7日（寬永元年十一月二十八日）    | 源和子     | 位號懸空   | 位號懸空              | 位號懸空   | 立中宮                                                | [ 130 ]         |
| 1629年12月23日（寬永六年十一月初九日）    | 位號懸空   | 位號懸空   | 位號懸空              | 位號懸空   | 中宮院號宣下 （東福門院）                             | [ 131 ]         |
| 1683年3月12日（天和三年二月十四日）       | 藤原房子   | 位號懸空   | 位號懸空              | 位號懸空   | 立中宮                                                | [ 10 ]          |
| 1687年5月6日（貞享四年三月二十五日）      | 位號懸空   | 位號懸空   | 位號懸空              | 位號懸空   | 中宮院號宣下 （新上西門院）                           | [ 10 ]          |
| 1708年4月17日（寶永五年二月二十七日）     | 幸子女王   | 位號懸空   | 位號懸空              | 位號懸空   | 立中宮                                                | [ 10 ]          |
| 1710年4月19日（寶永七年三月二十一日）     | 位號懸空   | 位號懸空   | 位號懸空              | 位號懸空   | 中宮院號宣下 （承秋門院）                             | [ 10 ]          |
| 1747年7月4日（延享四年五月二十七日）      | 位號懸空   | 位號懸空   | 藤原舍子              | 位號懸空   | 天皇養母尊封皇太后                                    | [ 10 ]          |
| 1750年7月29日（寬延三年六月二十六日）     | 位號懸空   | 位號懸空   | 位號懸空              | 位號懸空   | 皇太后院號宣下 （青綺門院）                           | [ 10 ]          |
| 1771年6月21日（明和八年五月初九日）       | 位號懸空   | 位號懸空   | 藤原富子              | 位號懸空   | 天皇生母尊封皇太后                                    | [ 10 ]          |
| 1771年8月19日（明和八年七月初九日）       | 位號懸空   | 位號懸空   | 位號懸空              | 位號懸空   | 皇太后院號宣下 （恭禮門院）                           | [ 10 ]          |
| 1781年4月8日（安永十年三月十五日）        | 位號懸空   | 位號懸空   | 藤原維子              | 位號懸空   | 天皇養母尊封皇太后                                    | [ 10 ]          |
| 1783年11月6日（天明三年十月十二日）       | 位號懸空   | 位號懸空   | 位號懸空              | 位號懸空   | 皇太后崩御                                            | [ 10 ]          |
| 1794年4月6日（寬政六年三月初七日）        | 欣子內親王 | 位號懸空   | 位號懸空              | 位號懸空   | 立中宮                                                | [ 10 ]          |
| 1820年4月26日（文政三年三月十四日）       | 位號懸空   | 位號懸空   | 欣子內親王            | 位號懸空   | 中宮尊封皇太后                                        | [ 10 ]          |
| 1841年3月14日（天保十二年閏正月二十二日） | 位號懸空   | 位號懸空   | 位號懸空              | 位號懸空   | 皇太后院號宣下 （新清和院）                           | [ 10 ]          |
| 1847年4月28日（弘化四年三月十四日）       | 位號懸空   | 位號懸空   | 藤原祺子              | 位號懸空   | 天皇養母尊封皇太后                                    | [ 10 ]          |
| 1841年11月20日（弘化四年十月十三日）      | 位號懸空   | 位號懸空   | 位號懸空              | 位號懸空   | 皇太后崩御                                            | [ 10 ]          |
| 1868年4月10日（慶應四年三月十八日）       | 位號懸空   | 位號懸空   | 九條夙子              | 位號懸空   | 天皇養母尊封皇太后                                    | [ 10 ]          |
| 1869年2月9日（明治元年十二月二十八日）    | 一條美子   | 位號懸空   | 九條夙子              | 位號懸空   | 立中宮                                                | [ 10 ]          |
| 1869年8月15日（明治二年七月初八日）       | 位號被廢除 | 一條美子   | 九條夙子              | 位號懸空   | 中宮改封皇后                                          | [ 10 ]          |
| 1897年（明治三十年）1月11日               | 位號被廢除 | 一條美子   | 位號懸空              | 位號懸空   | 皇太后崩御                                            | [ 132 ]         |
| 1912年（明治四十五年）7月30日             | 位號被廢除 | 九條節子   | 一條美子              | 位號懸空   | 皇后尊封皇太后 立皇后                                 | [ 133 ]         |
| 1914年（大正三年）4月11日                 | 位號被廢除 | 九條節子   | 位號懸空              | 位號懸空   | 皇太后崩御                                            | [ 134 ]         |
| 1926年（大正十五年）12月25日              | 位號被廢除 | 良子女王   | 九條節子              | 位號懸空   | 皇后尊封皇太后 立皇后                                 | [ 135 ]         |
| 1951年（昭和二十六年）5月17日             | 位號被廢除 | 良子女王   | 位號懸空              | 位號懸空   | 皇太后崩御                                            | [ 136 ]         |
| 1989年（昭和六十四年）1月7日              | 位號被廢除 | 正田美智子 | 良子女王              | 位號懸空   | 皇后尊封皇太后 立皇后                                 | [ 136 ]         |
| 2000年（平成十二年）6月16日               | 位號被廢除 | 正田美智子 | 位號懸空              | 位號懸空   | 皇太后崩御                                            | [ 136 ]         |
| 2019年（令和元年）5月1日                  | 位號被廢除 | 小和田雅子 | 正田美智子 （上皇后） | 位號懸空   | 皇后尊封上皇后 立皇后                                 | [ 136 ]         |